# Isaac Barrow
Isaac Barrow (Londen, oktober 1630 – aldaar, 4 mei 1677) was een Engelse wiskundige en theoloog. Hij ontwikkelde een methode voor de bepaling van raaklijnen die voorafging aan de ontwikkeling van de differentiaalrekening door Isaac Newton.
Barrow studeerde aan de Universiteit van Cambridge. Van 1655 tot 1660 maakte hij een reis door verschillende landen in Europa, maar keerde terug naar zijn vaderland. Van 1663 tot 1669 was Barrow hoogleraar in de wiskunde aan Cambridge, waarna hij werd opgevolgd door Newton. Vervolgens werd Barrow docent aan het Trinity College in Cambridge (1672) en vicekanselier van de Universiteit van Cambridge (1675).
Zijn theologische werken werden door Alexander Napier (1859) en zijn wiskundige werken door William Whewell (1860) geredigeerd.
- Bibsys: 90896575
- Biblioteca Nacional de España: XX848106
- Bibliothèque nationale de France: cb12340135q (data)
- CiNii: DA02563412
- Gemeinsame Normdatei: 118963066
- International Standard Name Identifier: 0000 0000 8343 8438
- Library of Congress Control Number: n82070072
- Mathematics Genealogy Project: 67643
- Nationale Bibliotheek van Tsjechië: ola2008452298
- Nationale bibliotheek van Australië: 35014453
- Nationale Bibliotheek van Israël: 987007277974005171
- Nationale Bibliotheek van Polen: a0000002878081
- Nederlandse Thesaurus van Auteursnamen: 088012972
- Réseau des bibliothèques de Suisse occidentale: 02-A022769963
- Istituto Centrale per il Catalogo Unico: SBLV137247
- LIBRIS: 313700
- SNAC: w6t72k7m
- Système universitaire de documentation: 032355858
- Trove: 790421
- Virtual International Authority File: 56682703
- WorldCat: E39PBJk8YYcwKGTrRHcgrvFFrq

1. ↑  Find a Grave.
2. ↑  Mathematics Genealogy Project; geraadpleegd op: 8 augustus 2016; taal van werk of naam: Engels; MGP-identificatiecode: 67643.